# Distrito de Chepén
El distrito de Chepén es el uno de los tres que conforman la provincia de Chepén, ubicada en el departamento de La Libertad en el Norte del Perú.
Desde el punto de vista jerárquico de la Iglesia católica forma parte de la Arquidiócesis de Trujillo.

## Historia
El distrito fue creado mediante Ley del 18 de abril de 1935, en el gobierno del Presidente Oscar R. Benavides.

## Geografía
El distrito ocupa una superficie de 287,34 km² a una altitud de 130 m s. n. m. Según el censo del año 2015 tiene una población de 48 563 habitantes.
Es la segunda ciudad más importante de La Libertad, centro de producción arrocera en los valles de Chepén y Jequetepeque, y un activo movimiento comercial con las vecinas Guadalupe y San Pedro de Lloc, y también con la región Lambayeque. Posee fábricas de tintes industriales, y producción primaria de alimentos.

## Autoridades

### Municipales
- 2013 - 2014
  - Alcalde: José David Lias Ventura, del Partido Aprista Peruano (PAP).
  - Regidores: María del Carmen Cubas Cáceres (PAP), Jorge Alejandro Díaz Palomino (PAP), Oscar Saúl Lezama Mendoza (PAP), Mara Miluska Malca La Rosa (PAP), Dheyward Manuel Bustamante Mori (PAP), Juan Gabriel Villanueva Estrada (PAP), Víctor Rodolfo Merino Castillo (Todos por Chepén), Carlos Enrique Paredes Silva (Todos por Chepén), Ray Martin Fernando Campos Izaga (Alianza para el Progreso).[3]

### Policiales
- Comisario: Mayor PNP.

### Religiosas
- Arquidiócesis de Trujillo[4]
  - Arzobispo de Trujillo: Monseñor Héctor Miguel Cabrejos Vidarte, OFM.[5]
- Parroquia de San Sebastián
  - Párroco: Pbro. Julio Mogollón Llauce (Párroco desde 2010 reemplazando a Fernando Rojas Morey).

## Gastronomía
Sus platos típicos son seco de cabrito, chirimpico, cebiche y espesado.